# Nunataki Morennye
Nunataki Morennye är en nunatak i Antarktis. Den ligger i Östantarktis. Australien gör anspråk på området. Toppen på Nunataki Morennye är 163 meter över havet.
Terrängen runt Nunataki Morennye är varierad. Trakten är obefolkad. Det finns inga samhällen i närheten.